# Ethusina gracilipes
Ethusina gracilipes är en kräftdjursart som först beskrevs av Edward John Miers 1886.
Ethusina gracilipes ingår i släktet Ethusina och familjen Dorippidae. Inga underarter finns listade i Catalogue of Life.